# Castelli
Castelli é uma comuna italiana da região dos Abruzos, província de Teramo, com cerca de 1.159 habitantes. Estende-se por uma área de 49 km², tendo uma densidade populacional de 23 hab/km². Faz fronteira com Arsita, Bisenti, Calascio (AQ),Castel Castagna, Castel del Monte (AQ), Castelvecchio Calvisio (AQ), Isola del Gran Sasso d'Italia.

## Demografia
| Variação demográfica do município entre 1861 e 2011                               |
|                                                                                   |
| Fonte: Istituto Nazionale di Statistica (ISTAT) - Elaboração gráfica da Wikipedia |